# El Valdés
El Valdés es una localidad del municipio de Moclinejo, en la provincia de Málaga, Andalucía, España. Está situada al sur del término municipal, cerca del límite con el municipio de Rincón de la Victoria, a unos 2 kilómetros en línea recta del núcleo principal de Moclinejo. Celebra su feria la penúltima semana de julio, en honor a su patrona Nuestra Señora de Lourdes. También celebra una semana cultural que tiene lugar en mayo.
En 2012 tenía una población de 533 habitantes.